# Nyctimene rabori
Nyctimene rabori là một loài động vật có vú trong họ Dơi quạ, bộ Dơi. Loài này được Heaney & Peterson mô tả năm 1984.

## Hình ảnh

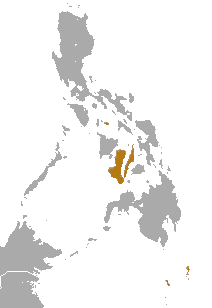